# Yolet
Yolet – miejscowość i gmina we Francji, w regionie Owernia-Rodan-Alpy, w departamencie Cantal.
Według danych na rok 1990 gminę zamieszkiwało 459 osób, a gęstość zaludnienia wynosiła 47 osób/km² (wśród 1310 gmin Owernii Yolet plasuje się na 429. miejscu pod względem liczby ludności, natomiast pod względem powierzchni na miejscu 817.).